# Civil Rights Defenders

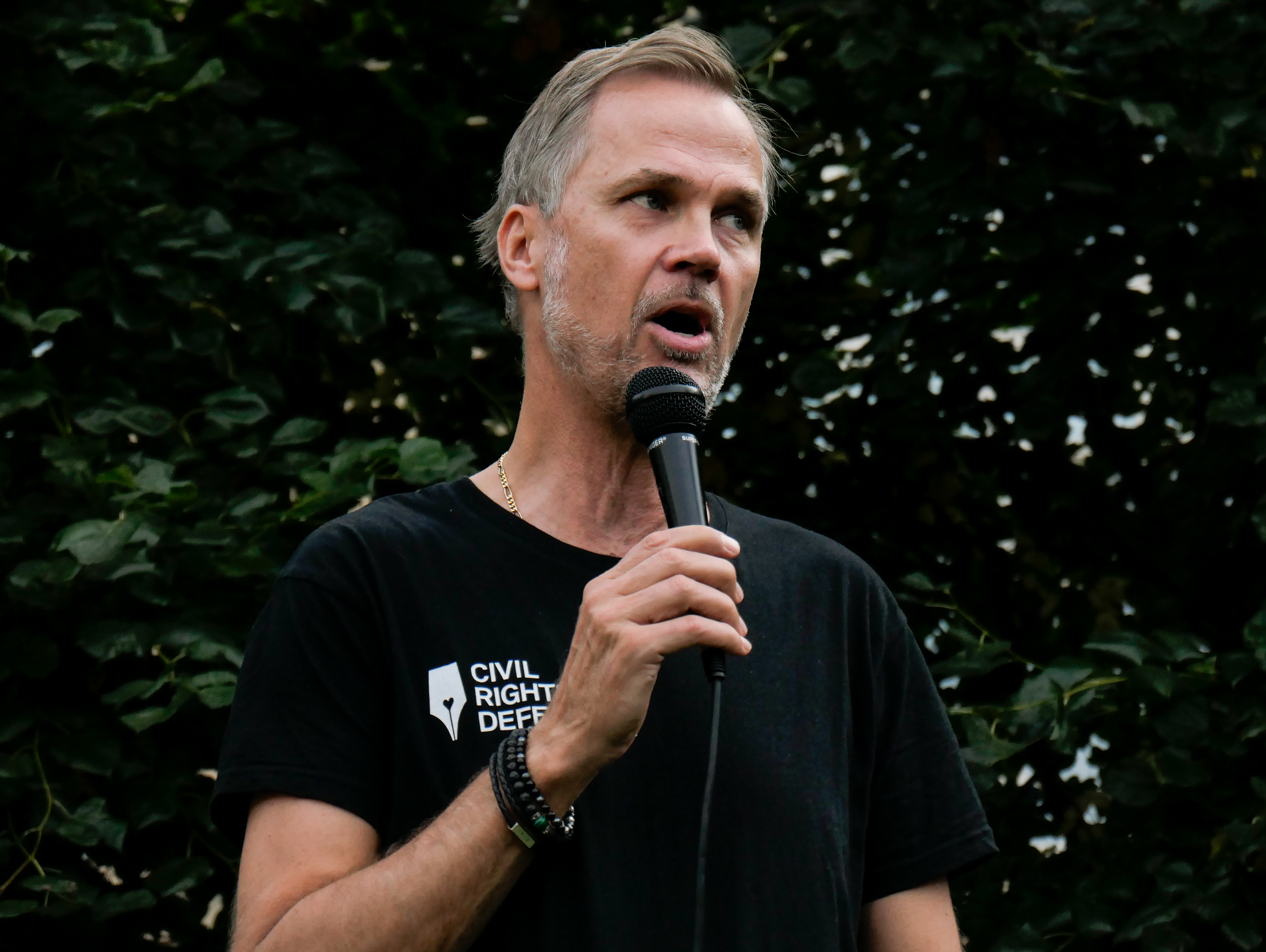
Anders L. Pettersson talar under demonstrationen "Stoppa angiverilagen!" 2023.

Civil Rights Defenders (tidigare Svenska Helsingforskommittén för mänskliga rättigheter) är en internationell icke-statlig organisation med huvudkontor i Stockholm i Sverige. Organisationen arbetar med mänskliga rättigheter och inriktar sig på medborgerliga och politiska rättigheter. De arbetar främst med att stödja lokala människorättsförsvarare genom kapacitetsutveckling, utbildning och finansiering, samt genom säkerhetsåtgärder och akutstöd till människorättsförsvarare som befinner sig i fara.
När organisationen grundades som Svenska Helsingforskommittén 1982 inriktade den sig främst på att bevaka och stötta de medborgerliga rättigheterna i Helsingforsdeklarationen som togs fram på Helsingforskonferensen på 1970-talet. År 2009 bytte organisationen namn till Civil Rights Defenders och är nu verksam i Sverige, Östeuropa, Centralasien, Sydostasien, Västra Balkan, Latinamerika och Östafrika.

## Historik
Civil Rights Defenders grundades år 1982 och hette fram till 2009 Svenska Helsingforskommittén för mänskliga rättigheter. Organisationens syfte var att, tillsammans med andra Helsingforskommittéer från andra länder, bevaka efterlevnaden av mänskliga rättigheter i enlighet med slutakten från Helsingforskonferensen. Grundaren för den svenska kommittén var Gerald Nagler som också var en av grundarna till den Internationella Helsingforsfederationen för mänskliga rättigheter. Mellan 1992 och 2004 var Gerald Nagler styrelseordförande för den Svenska Helsingforskommittén för mänskliga rättigheter. 2000 till 2017 leddes organisationen av Robert Hårdh. 2018 till 2024 leddes organisation av Anders L. Pettersson. I maj 2025 tillträdde Sofia Walan som Generalsekreterare för Civil Rights Defenders.
Efter Berlinmurens fall arbetade organisationen även med att bevaka och förbättra situationen för de mänskliga rättigheterna i fd Jugoslavien under 1990-talets konflikter. År 2009 bytte Svenska Helsingforskommittén namn till Civil Rights Defenders. I samband med namnbytet utökade organisationen sitt fokus och började arbeta i flera andra regioner i världen med det främsta uppdraget att stödja lokala människorättsgrupper i repressiva länder. De arbetar även med att bevaka läget för de mänskliga rättigheterna i Sverige.

## Natalia Project
Natalia Project är ett personligt överfallslarm till skydd för utsatta människorättsförsvarare. Det lanserades 2013 och är uppkallat efter människorättsaktivisten Natalja Estemirova som bland annat mottagit Right Livelihood-priset för sitt arbete för Memorial. År 2009 blev Estemirova kidnappad och mördad utanför sitt hem. Hon arbetade då med att dokumentera människorättskränkningar och fall av tortyr i Tjetjenien.
Natalia Project är ett larmsystem som aktiveras om någon av projektets deltagare befinner sig i akut fara. Vid aktivering skickas en nödsignal med information om deltagarnas exakta GPS-position till Civil Rights Defenders huvudkontor och till utvalda personer i den utsattas närhet, vilket möjliggör att omvärlden kan reagera snabbt. Varje deltagare i Natalia Project genomgår en säkerhetsutbildning och utvecklar ett skräddarsytt säkerhetsprotokoll baserat på den egna situationen.

## Defenders’ Days och Civil Rights Defender of the Year Award
Sedan 2013 har Civil Rights Defenders anordnat människorättskonferensen Defenders’ Days som nu hålls i Stockholm vartannat år. Konferensen är inriktad på kapacitetsutveckling och utbildning för människorättsförsvarare från repressiva länder.
Varje år delar Civil Rights Defenders ut priset Civil Rights Defender of the Year Award till en framstående människorättsförsvarare eller organisation som aktivt arbetar för att stärka de mänskliga rättigheterna. Enligt Civil Rights Defenders ges priset till någon som “trots att det innebär risker för den egna säkerheten strävar efter att säkerställa att människors medborgerliga och politiska rättigheter erkänns och skyddas. Människorättsförsvararen utför sitt arbete utan att använda våld och inom en oberoende människorättsorganisation.”

### Pristagare
De som utsetts till årets människorättsförsvarare är:
| År   | Pristagare                                                                                              | Land             | Ref    |
| ---- | --- | ---------------- | ------ |
| 2013 | Nataša Kandić, the Humanitarian Law Center                                                              | Serbien          | [ 22 ] |
| 2014 | Ales Bialiatski, the Human Rights Centre Viasna                                                         | Belarus          | [ 23 ] |
| 2015 | Nguyễn Ngọc Như Quỳnh (pseudonym: Me Nam eller Mother Mushroom), Vietnamese Bloggers Network            | Vietnam          | [ 24 ] |
| 2016 | Intigam Aliyev, Legal Education Society                                                                 | Azerbajdzjan     | [ 25 ] |
| 2017 | Edmund Yakani, Community Empowerment for Progress Organisation                                          | Sydsudan         | [ 26 ] |
| 2018 | Murat Çelikkan, Hafıza Merkezi (Truth Justice Memory Center)                                            | Turkiet          | [ 27 ] |
| 2019 | Márta Pardavi, Hungarian Helsinki Committee                                                             | Ungern           | [ 28 ] |
| 2020 | Naw Ohn Hla, Karen människorättsförsvarare                                                              | Burma            | [ 29 ] |
| 2021 | OVD-Info, människorätts- och mediaprojekt                                                               | Ryssland         | [ 30 ] |
| 2022 | Xheni Karaj och Frank Mugisha, människorättsförsvarare med fokus på htqi-rättigheter                    | Albanien, Uganda | [ 31 ] |
| 2023 | Foro Penal, människorätts- och juristorganisation                                                       | Venezuela        | [ 32 ] |
| 2024 | Marija Suljalina, Almenda                                                                               | Ukraina          | [ 33 ] |
| 2025 | Syrian Center for Media and Freedom of Expression (SCM), människorätts- och yttrandefrihetsorganisation | Syrien           | [ 34 ] |